# Alexandra Bernhardt
Alexandra Bernhardt, née en 1974 en Bavière, est une philosophe, poète, écrivaine, traductrice et éditrice allemande.

## Biographie
Alexandra Bernhardt est née en 1974 en Bavière. Elle étudie la philosophie, la littérature comparée, la philologie classique et l'orientalisme à l'université Louis-et-Maximilien de Munich et à l'université de Vienne. En 2002, elle s'installe à Vienne.
Elle écrit de la poésie et de la prose. En plus, elle traduit de la poésie catalane, danoise et polonaise en allemand.
Ses poèmes ont été traduits en danois, en néerlandais et en anglais américain Lionel-Édouard Martin a traduit certains de ses poèmes en français.
En 2020, Alexandra Bernhardt fonde la maison d'édition « Edition Melos » qui publie principalement de la poésie allemande contemporaine.
En 2022, elle a remporté le troisième prix du concours international de littérature « Lyrikpreis Meran » (le prix de poésie de Mérano).

## Œuvres (sélection)
- Et in Arcadia ego. Gedichte (= Et in Arcadia ego, poèmes). Sisyphus, Klagenfurt 2017 (ISBN 978-3-903125-09-4)
- Hinterwelt oder Aus einem Spiegelkabinett. Erzählungen (= Monde derrière ou D'un palais des glaces, narrations). Sisyphus, Klagenfurt 2018 (ISBN 978-3-903125-31-5)
- Weiße Salamander. Gedichte (= Salamandres blanches, poèmes). edition offenes feld, Dortmund 2020 (ISBN 978-3-7504-9335-3)
- Europaia. Gedichte (= Europaia, poèmes). Sisyphus, Klagenfurt 2021 (ISBN 978-3-903125-57-5)
- Schwellenzeit. Von Honig und Mohn. Gedichte (= Temps du seuil. De miel et de graines de pavot, poèmes). Edition Melos, Vienne 2022  (ISBN 978-3-9505384-3-4)
- Zoon poietikon. Gedichte (= Zoon poietikon, poèmes). Sisyphus, Klagenfurt 2024  (ISBN 978-3-903125-86-5)

## Récompenses et distinctions (sélection)
- 2020 : Arbeitsstipendium der Stadt Wien Kultur
- 2021 : Wiener Literatur Stipendium
- 2022 : Medienpreis der RAI Südtirol beim Lyrikpreis Meran
- 2023 : Projektstipendium Literatur der Stadt Wien Kultur

- 2024 : Arbeitsstipendium für Literatur des Bundesministeriums für Kunst, Kultur, öffentlichen Dienst und Sport